# Бюллиньи
Бюллиньи́ (фр. Bulligny) — коммуна во французском департаменте Мёрт и Мозель региона Лотарингия. Относится к  кантону Туль-Сюд.	

## География
Бюллиньи расположен в 65 км к югу от Меца и в 28 км к юго-западу от Нанси. Соседние коммуны: Блено-ле-Туль на севере, Крезий на востоке, Баньо и Аллен на юго-востоке, Баризе-ла-Кот на юге, Аллам на юго-западе.

## История
- На территории коммуны находятся следы галло-романского периода.

## Демография
Население коммуны на 2010 год составляло 501 человек.
| 1962 | 1968 | 1975 | 1982 | 1990 | 1999 | 2010 |
| ---- | ---- | ---- | ---- | ---- | ---- | ---- |
| 464  | 461  | 423  | 458  | 459  | 462  | 501  |

## Достопримечательности
- Замок Тюмежю XV века, отдельные элементы замка отнесены к памятникам истории.
- Церковь Рождества Пресвятой Богородицы XV века.